# Базальная группа
Базальная группа (в филогенетике) — группа организмов, эволюционная линия которой отделилась от корня раньше других групп. Одна клада является базальной группой по отношению к другой кладе, если количество плезиоморфных (исходных) черт у первой клады больше, чем у второй.

## Свойства базальных групп
Базальная группа является внешней группой по отношению к остальной части клады.
Обычно базальная группа насчитывает меньшее число биологических видов, по сравнению с более развитыми группами.
Наличие в кладограмме базальной группы не является обязательным. Например, при совместной кладистической классификации птиц и млекопитающих ни одна из этих групп не является базальной по отношению к другой. Но в том случае, если такая группа присутствует, то она находится в основании кладограммы.
Термин «базальная» предпочтительнее термина «примитивная», поскольку использование последнего может привести к ложному пониманию базальной группы как неполноценной или недостаточно сложной.

## Примеры базальных групп

Филогенетическое дерево гоминид

В 1999 году амборелловые (Amborellaceae) были идентифицированы как базальная группа цветковых растений.
В подсемействе гоминины (Homininae), в которое входят три рода — гориллы (Gorilla), шимпанзе (Pan) и люди (Homo), — базальной группой является именно род Gorilla. В семействе же гоминиды (Hominidae), в которое, помимо трёх упомянутых представителей подсемейства Homininae, входят также род орангутаны (Pongo), базальной группой является именно последний.